# Тасерсуатсіак
Тасерсуатсіак (старе написання: Taserssuatsiaq ) - озеро в центральній західній частині Гренландії, в муніципалітеті Кекката. Воно розташоване на південний схід від Кангерлуссуака, глибиною 80 м (262,5 фут), що займає площу 750 га.  У роки експлуатації американської бази на Західній восьмій Блуї в Кангерлуссуаку озеро називали озером Фергюсон. Озеро та ресторан Roklubben на його західному березі з'єднані з гравійною дорогою Кангерлуссуаком, однією з небагатьох у Гренландії.  Тасерсуатсіак - джерело прісної води для Кангерлуссуака. 

## Географія
Озеро 2x6 км  відокремлене від долин Цингуата Кууссуа і Акуліарусіарсууп Кууа, а також поселення Кангерлуссуак на півночі низьким тундровим хребтом Каарсорсуак. На заході лежить віддалений кінець фіорду Кангерлуссуак . З південної та східної сторони вона обмежена величезним нагір'ям Аммалортуп Нунаа, початковий регіон, штучно заселений 27 мускоксенами . 

## Флора і фауна
Дно озера вкрите рдесником.  У цій місцевості поширені мускоксен та північний олень.